# Porte de Clichy (métro de Paris)
Porte de Clichy est une station des lignes 13 et 14 du métro de Paris, située dans le 17e arrondissement de Paris.
Comme la station Porte des Lilas, elle se trouve à l'une des portes de Paris dont la desserte est assurée par deux lignes de métro distinctes.

## Histoire
La station est ouverte le 20 janvier 1912, en tant que terminus de la branche nord-ouest de la ligne B (actuelle ligne 13) de la Société du chemin de fer électrique souterrain Nord-Sud de Paris (dite Nord-Sud). Elle est desservie par un train sur deux seulement, l'autre moitié se dirigeant vers Porte de Saint-Ouen. De manière inhabituelle pour le Nord-Sud, la station est établie sur une boucle de retournement afin d'éviter le collecteur de Clichy.

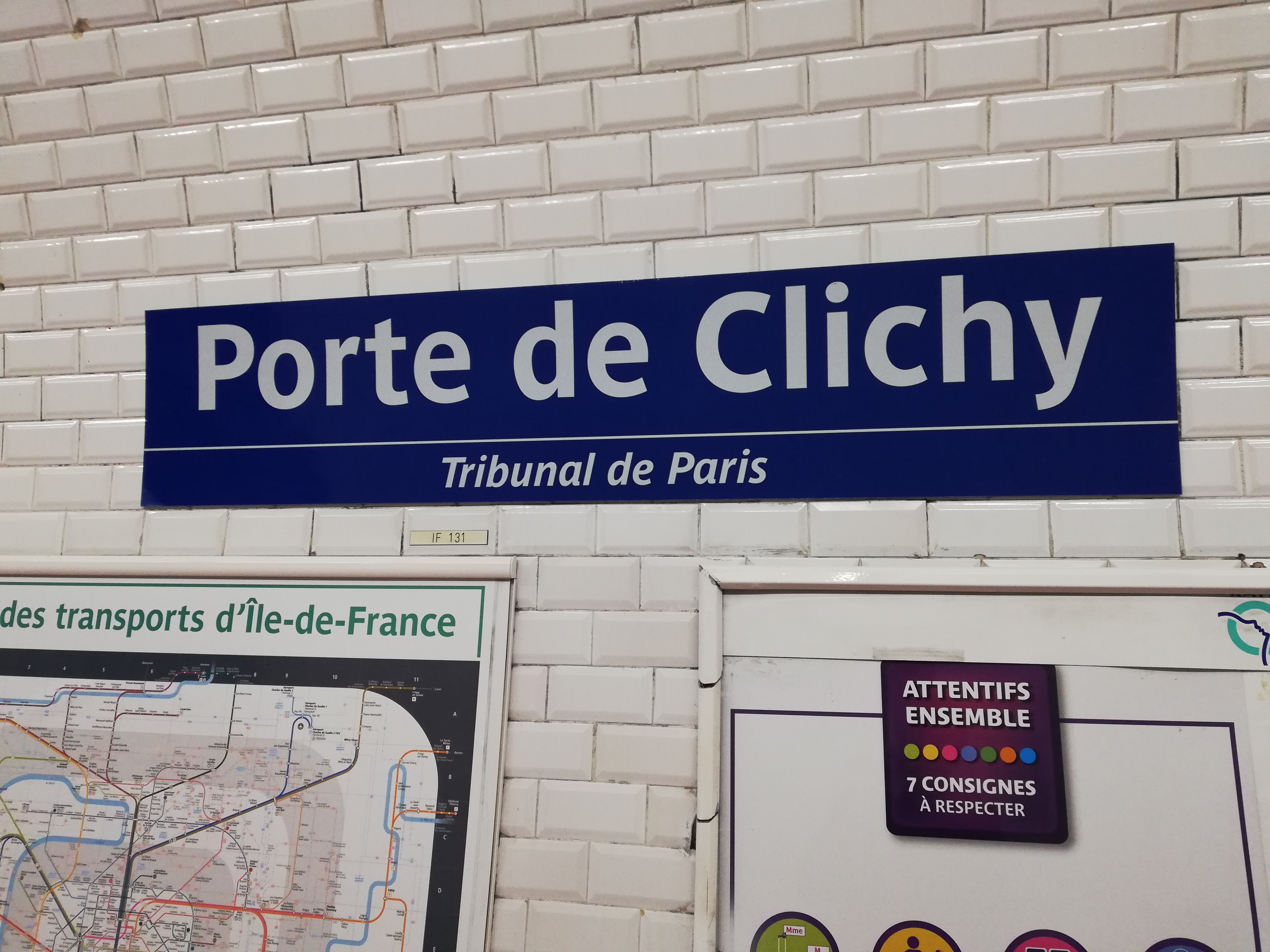
Plaque émaillée sur un quai, portant la mention complémentaire Tribunal de Paris.

À partir de 1952, l'extension de la branche nord-est de Porte de Saint-Ouen jusqu'à Carrefour Pleyel provoque un important déséquilibre de trafic en faveur de celle-ci. Porte de Clichy n'est donc plus desservie que par une rame sur trois.
Elle devient finalement une station de passage le 3 mai 1980 à la suite de la mise en service du prolongement jusqu'à Gabriel Péri — Asnières — Gennevilliers (aujourd'hui Gabriel Péri), entraînant le retour d'une fréquence équivalente sur chaque branche. La boucle est conservée comme position de garage et sert occasionnellement pour des terminus partiels. Elle est finalement neutralisée lors de la construction de la ligne 14 et n'est aujourd'hui plus exploitée.
Une des variantes du tracé du prolongement du RER E à l'ouest aurait aussi desservi la station, mais ce tracé a été exclu en février 2011 au profit de celui passant par la porte Maillot.
Au début de l'année 2018, le sous-titre Tribunal de Paris est apparu sur le plan de la ligne ainsi que sur les quais, à la suite de l'inauguration de la nouvelle Cité judiciaire de Paris datant de février 2018.
En 2019, 4 495 978 voyageurs sont entrés à cette station ce qui la place à la 97e position des stations de métro pour sa fréquentation.
En 2020, avec la crise du Covid-19, 2 352 078 voyageurs sont entrés dans cette station ce qui la place à la 96e position des stations de métro pour sa fréquentation.
Le 28 janvier 2021, les quais de la ligne 14 sont ouverts au public après les travaux de finition qui n'avaient pas pu être achevés à temps à l'occasion du prolongement de cette ligne, intervenu le 14 décembre 2020 jusqu'à Mairie de Saint-Ouen.
En 2021, la fréquentation remonte progressivement, avec 5 278 497 voyageurs qui sont entrés dans cette station ce qui la place à la 29e position des stations de métro pour sa fréquentation.

## Services aux voyageurs

### Accès
La station dispose de huit accès :
- l'accès no 1 « Boulevard Berthier » ;
- l'accès no 2 « Boulevard Bessières » ;
- l'accès no 3 « Avenue de la Porte de Clichy » ;
- l'accès no 4 « Avenue du Cimetière des Batignolles » ;
- l'accès no 5 « Tribunal de Paris » ;
- l'accès no 6 « Rue André Suarès » ;
- l'accès no 7 « Avenue de Clichy » (accès de la gare de la Porte de Clichy) ;
- l'accès no 8 « Rue de la Jonquière » (accès de la gare de la Porte de Clichy).

Accès à la station
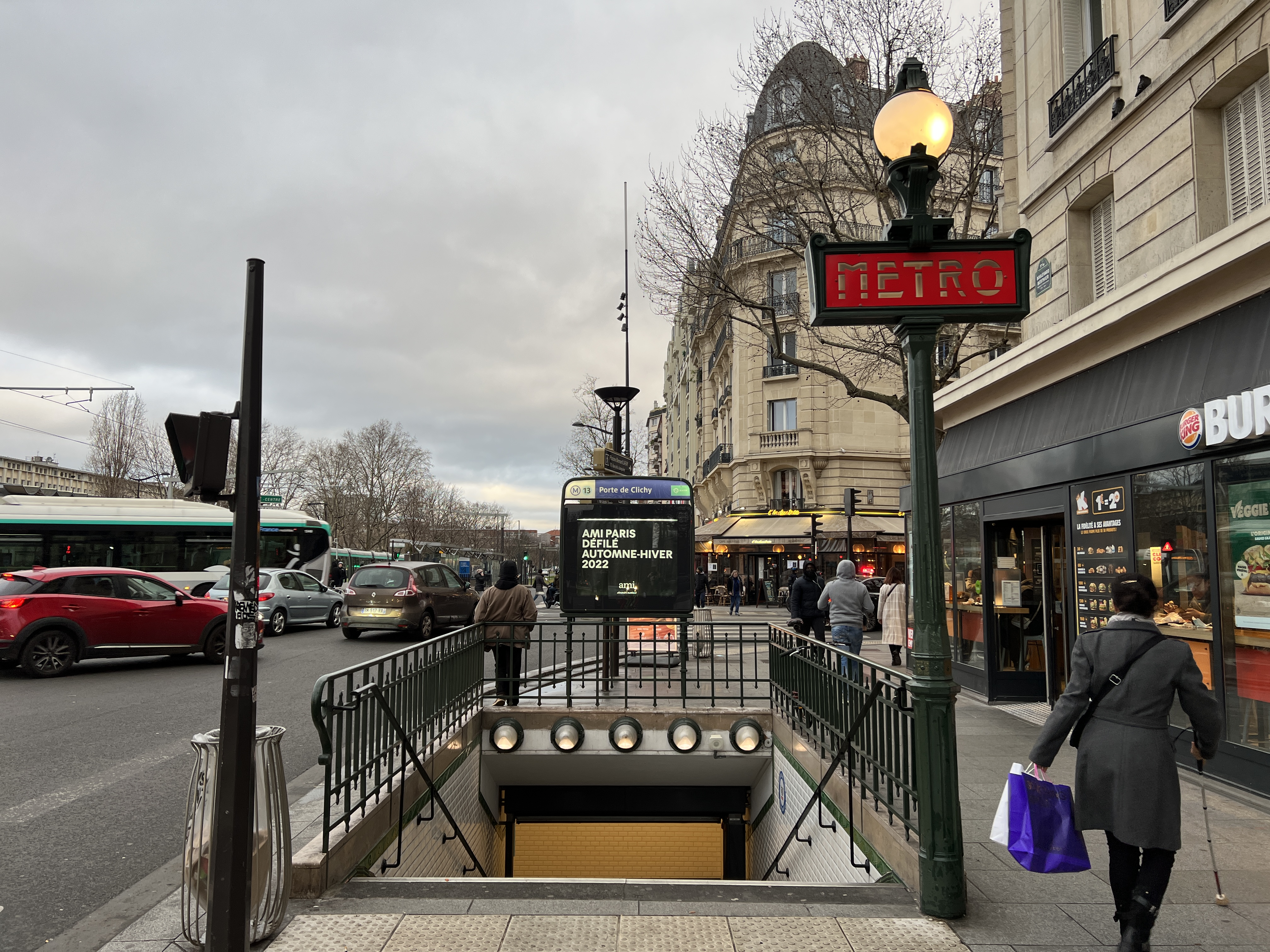
L'accès no 1 « Boulevard Berthier ».
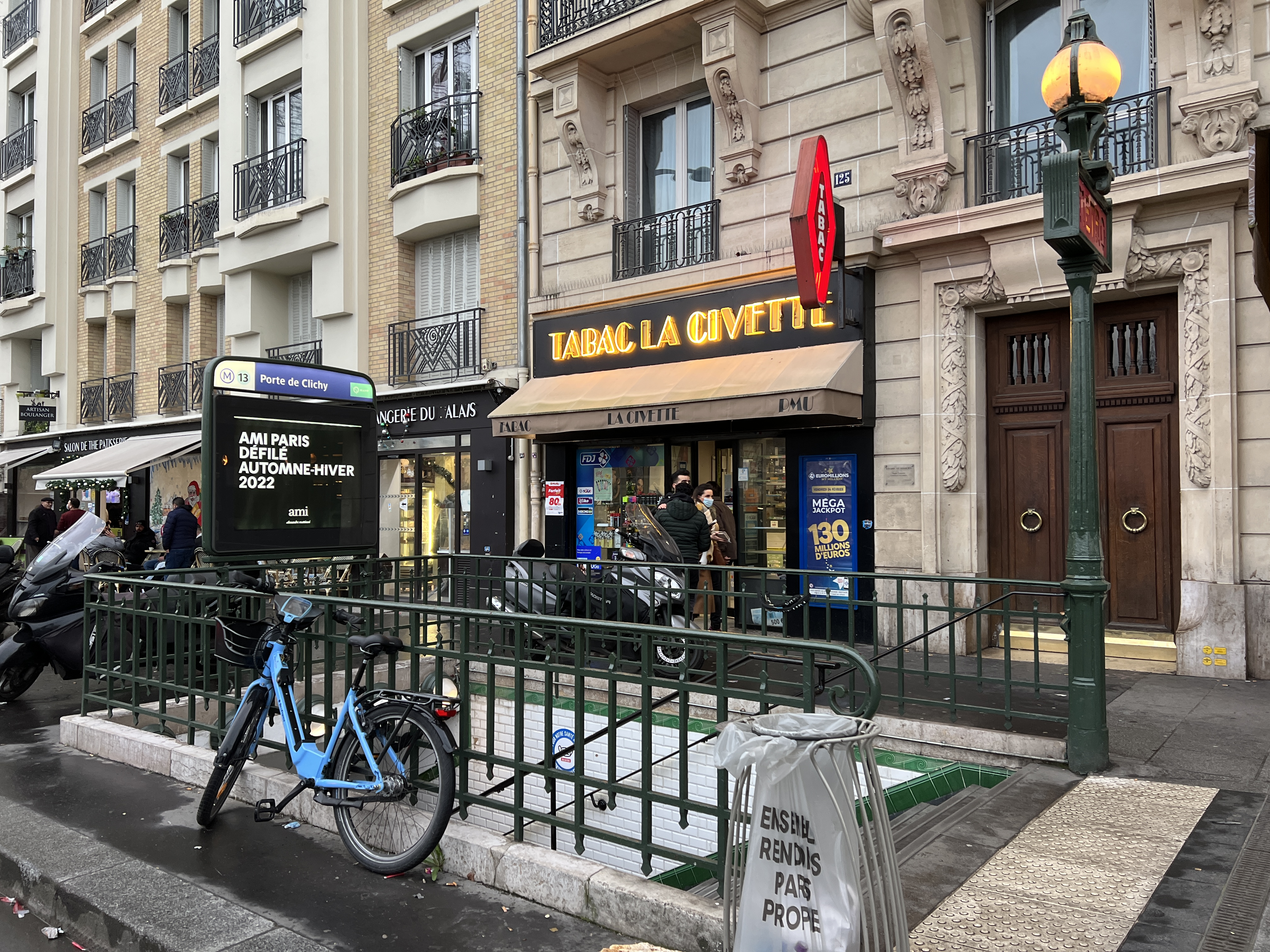
L'accès no 2 « Boulevard Bessières ».
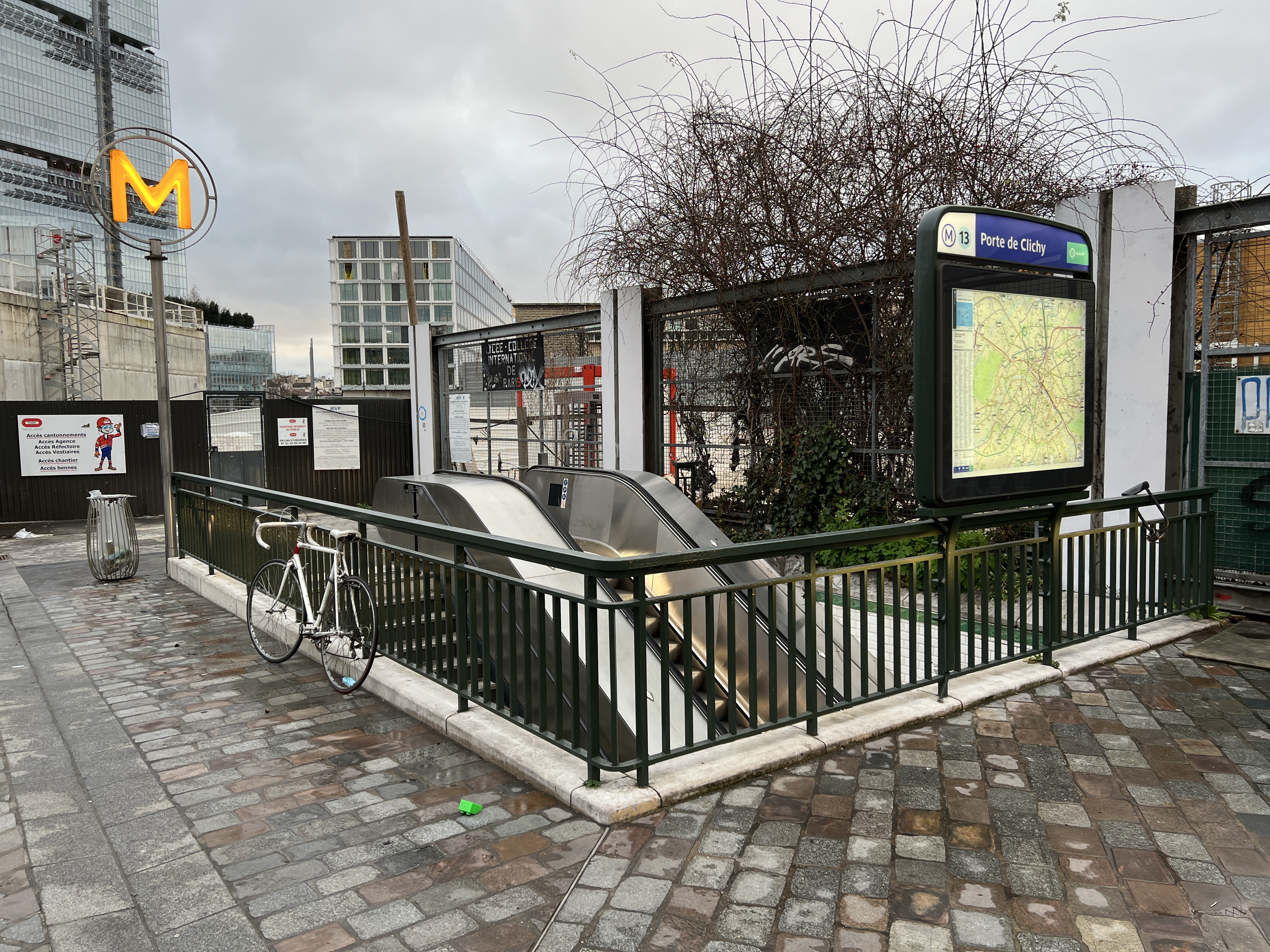
L'accès no 3 « Avenue de la Porte de Clichy ».
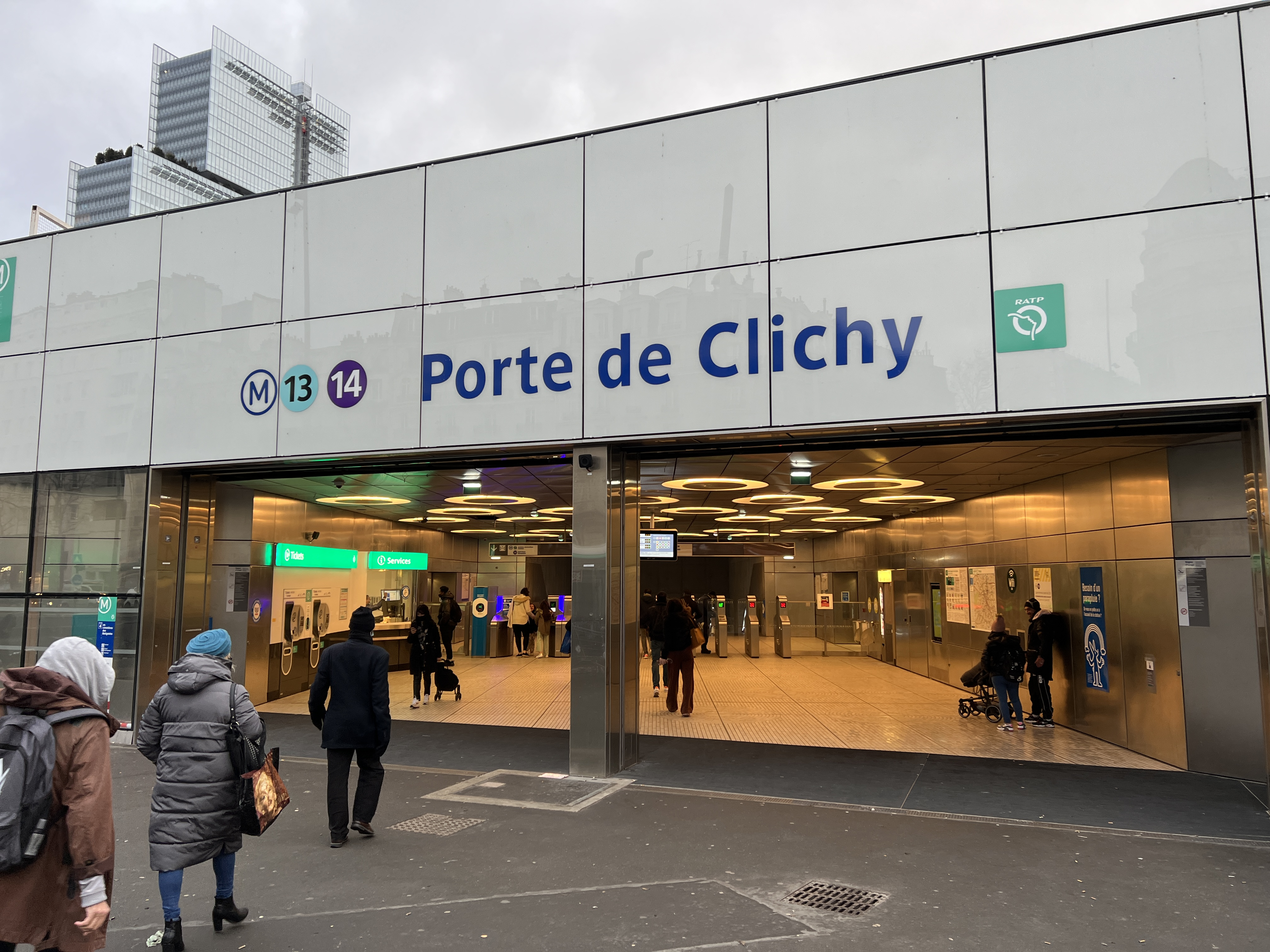
L'accès no 4 « Avenue du Cimetière des Batignolles ».
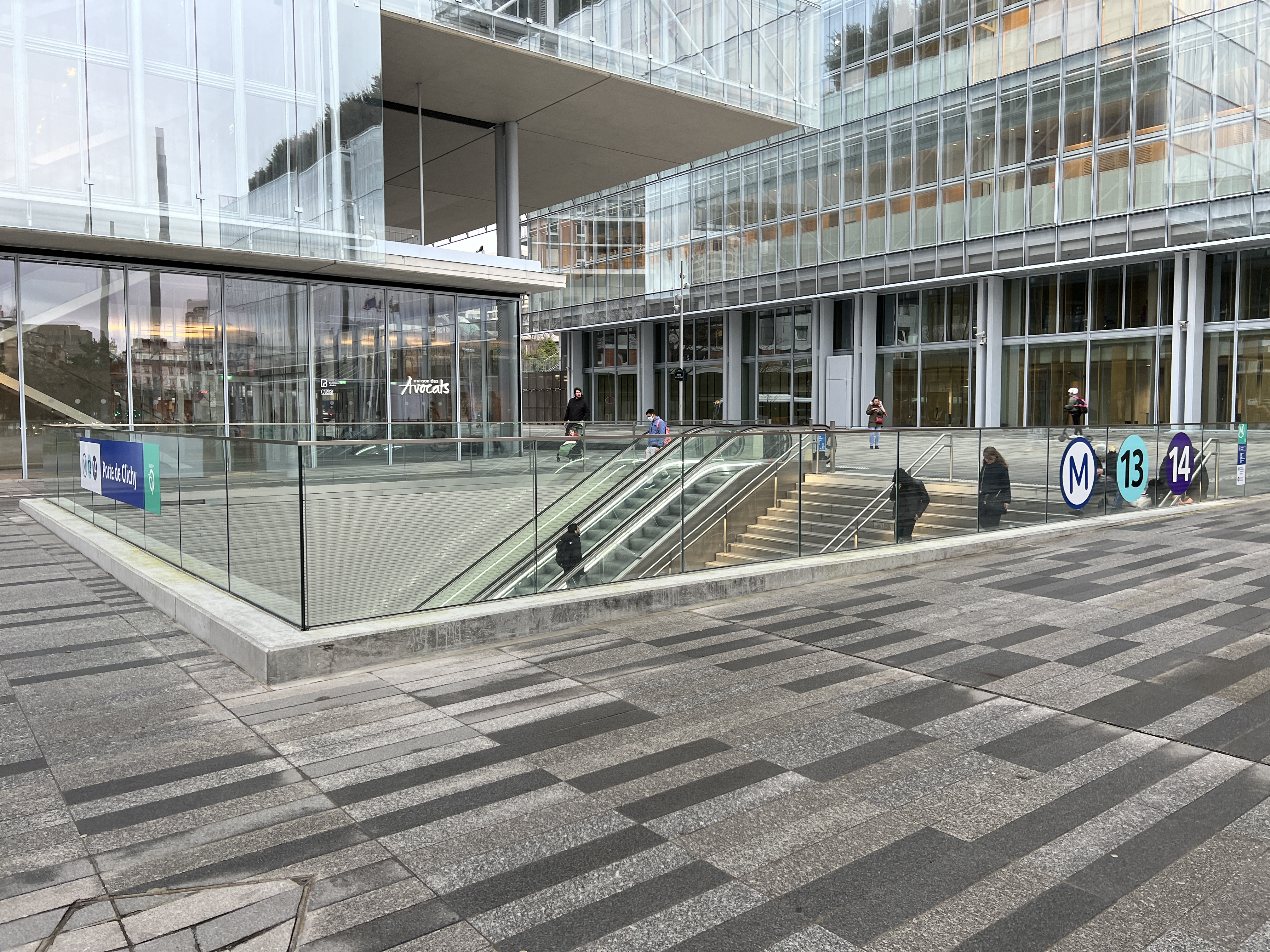
L'accès no 5 « Tribunal de Paris ».
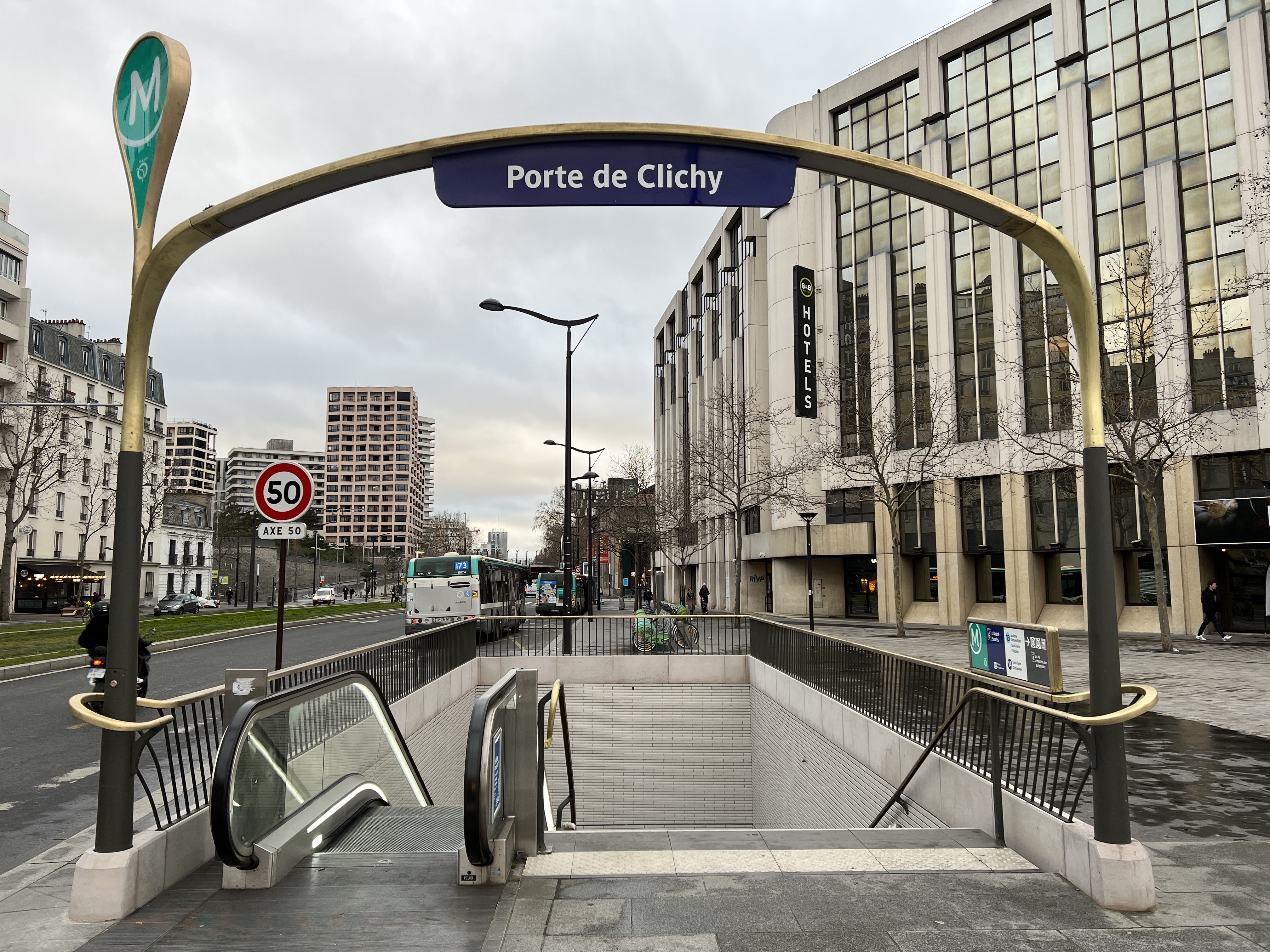
L'accès no 6 « Rue André Suarès ».
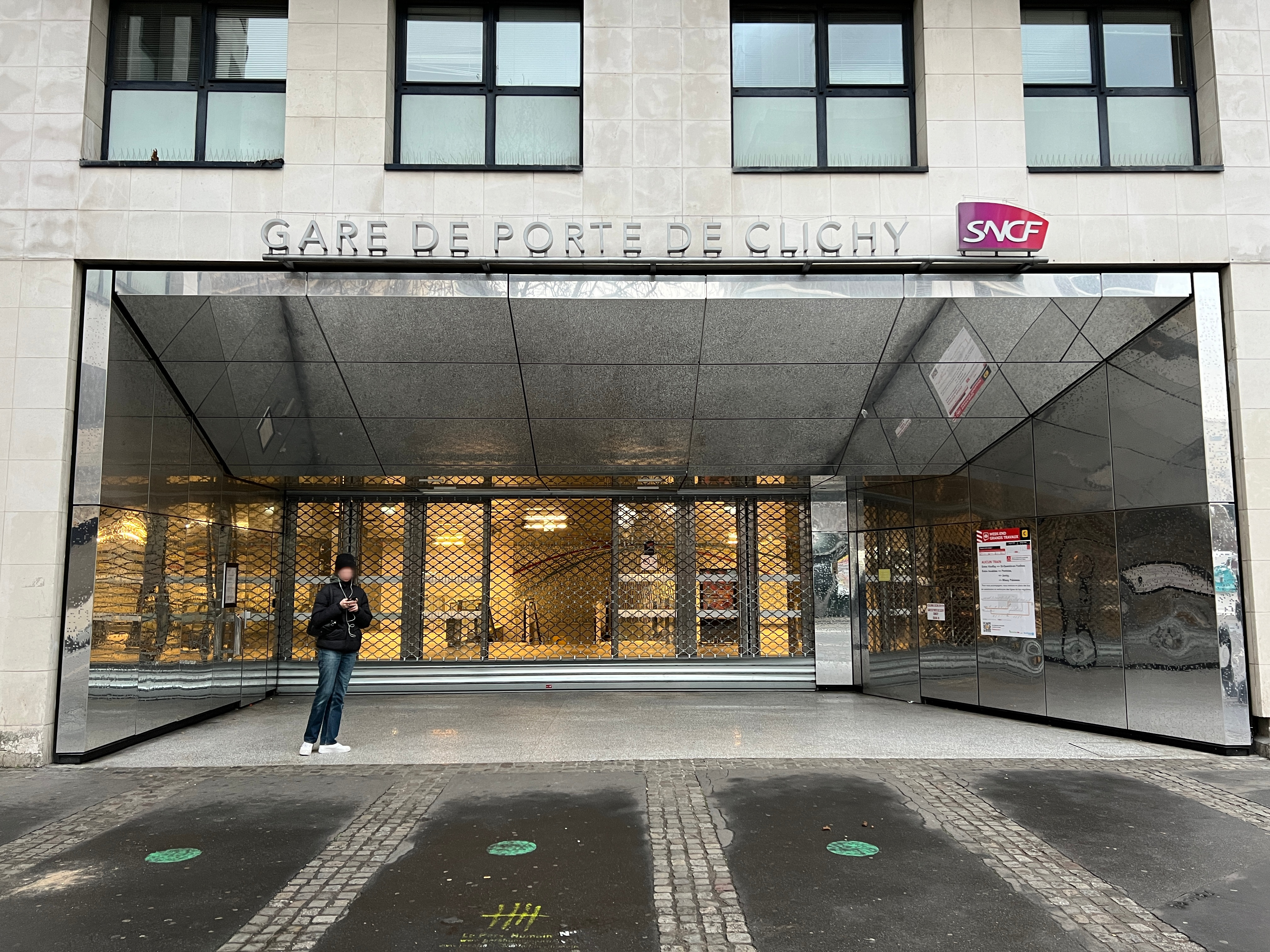
L'accès no 7 « Avenue de Clichy ».
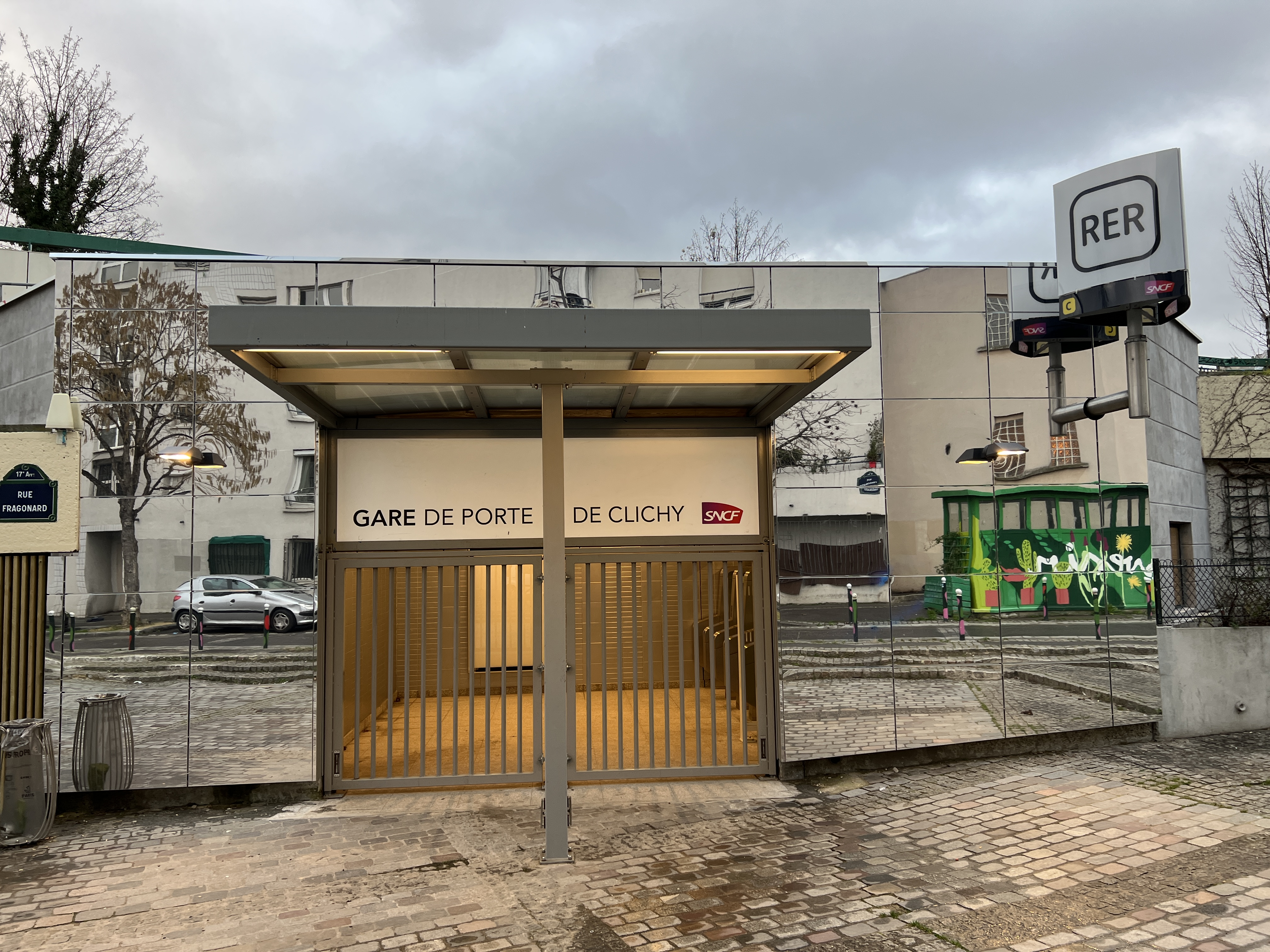
L'accès no 8 « Rue de la Jonquière ».

En décembre 2023, quatre fresques de l'artiste Julian Opie, sont disposées dans la salle d'échange située au dessus des quais de la ligne 14,.

### Quais

#### Ligne 13
Porte de Clichy est une station de configuration particulière : elle est constituée de deux demi-stations non parallèles, longues de 75 m, situées sur l'ancienne boucle de retournement et comprenant chacune une voie à quai latéral sous une voûte elliptique.
Elle a conservé sa décoration caractéristique du Nord-Sud d'origine avec des cadres publicitaires et entourages du nom de la station en céramique de couleur verte (teinte utilisée pour les terminus et les stations de correspondance) ainsi que la dénomination incorporée dans la faïence en blanc sur fond bleu de très grande taille entre les cadres publicitaires, uniquement sur le piédroit du côté du quai. Le nom de la station est également inscrit en police de caractère Parisine sur des plaques émaillées côté voie. Il n'y a pas de dessins géométriques sur la voûte et les piédroits, ni de directions écrites sur la céramique des tympans, qui sont tous recouverts de carreaux de faïence blancs biseautés.
Ce style est combiné depuis les années 1980 à un aménagement de style « Andreu-Motte » avec une rampe lumineuse orange par demi-station, ainsi qu'une banquette en carrelage orange plat munie de sièges « Motte » de même couleur. La station est donc, avec Pasteur et Porte de Versailles sur la ligne 12, l'une des trois du réseau à mêler la décoration « Andreu-Motte » à la céramique traditionnelle du style « Nord-Sud ».

#### Ligne 14

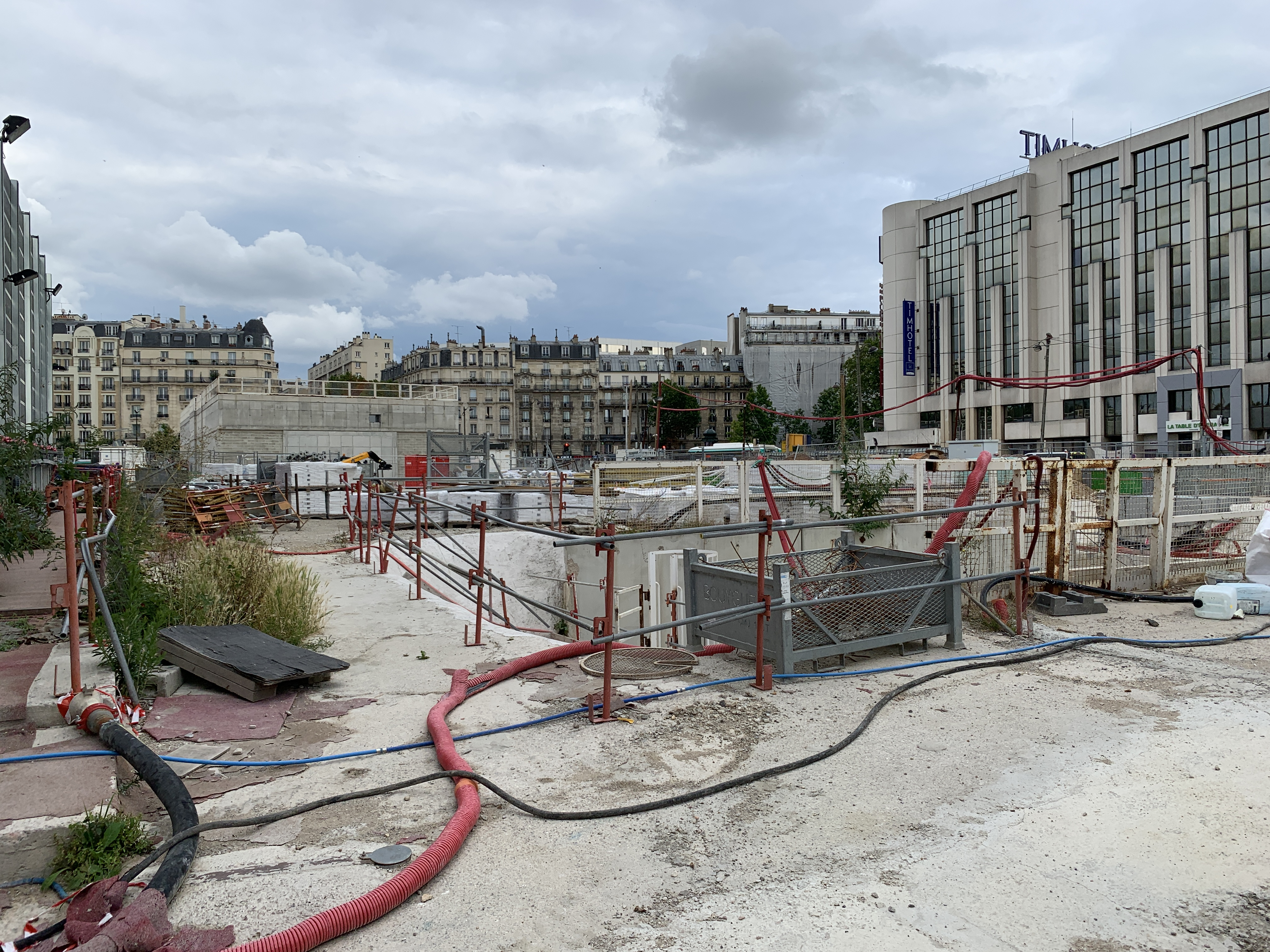
Chantier de la station pour la ligne 14.

La station de la ligne 14 est parallèle à l’avenue de la Porte-de-Clichy, localisée sous des constructions de la ZAC Clichy-Batignolles. L’accès principal à la station se fait à l’angle de l’avenue de la Porte-de-Clichy et du boulevard Bessières. Deux accès secondaires sont implantés, l'un sur le parvis de la Cité judiciaire de Paris, à l’angle de l’avenue de la Porte-de-Clichy et de la rue André-Suarès et l'autre à l’angle du boulevard Berthier et de l’avenue de la Porte-de-Clichy, pour assurer la correspondance avec le tramway de la ligne T3b. Sa réalisation est l'œuvre du groupement Eiffage TP/Razel-Bec.
La station est construite sur sept niveaux. Elle a une surface au plancher de 8 954 m2, une longueur de 120,5 m et une largeur de 20,65 m. Ses quais sont situés à une profondeur de 26 mètres.

### Intermodalité
La station est en correspondance avec la gare de la ligne C du RER, branche de Pontoise. Elle est desservie par les lignes 28, 54, 74, 163 et 173 du réseau de bus RATP. La station est également desservie par la ligne T3b du tramway (depuis le 24 novembre 2018) et, la nuit, par les lignes N15 et N51 du réseau de bus Noctilien.

## Galerie de photographies

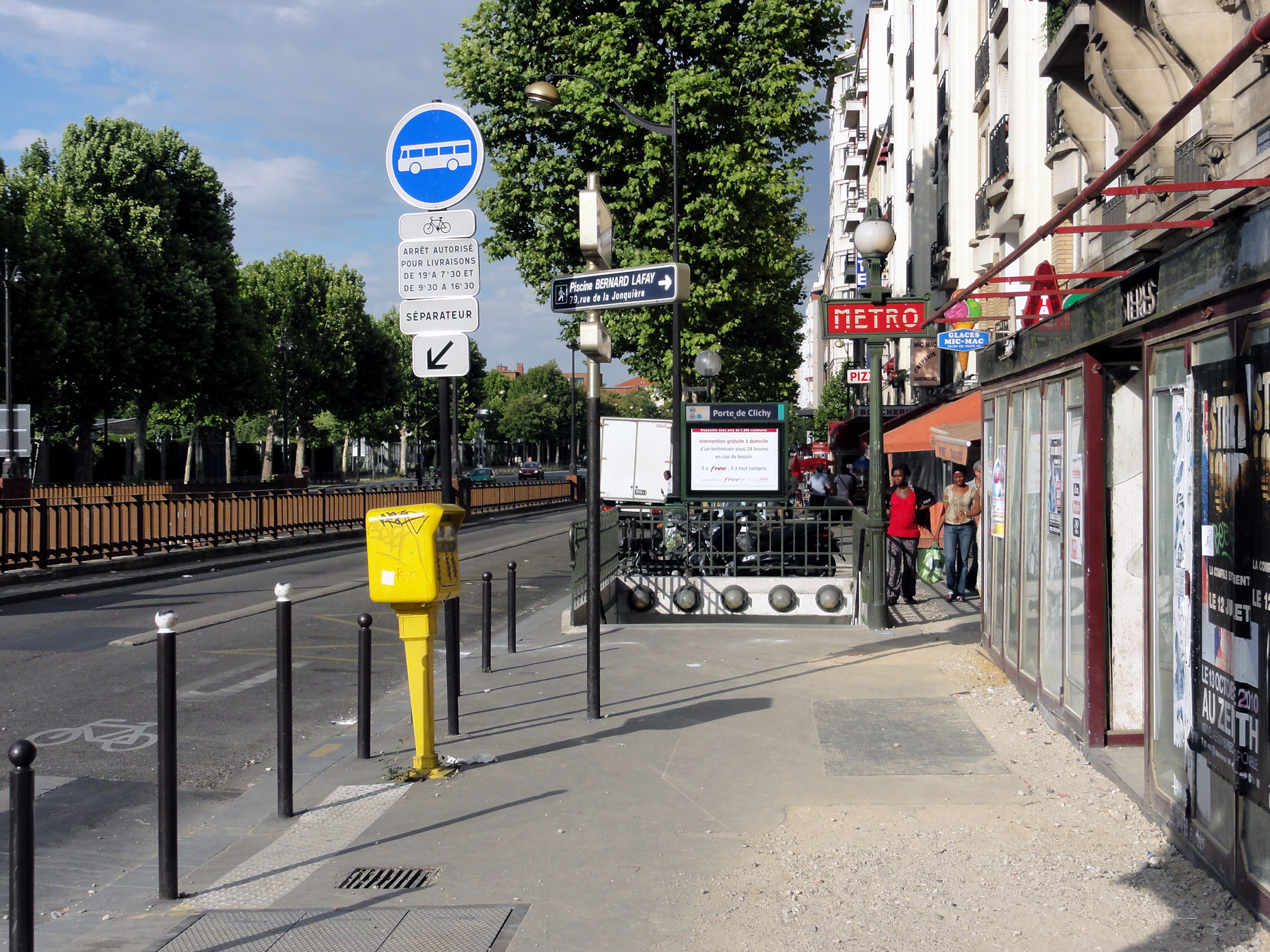
Une des entrées de la station, sur le boulevard Bessières.
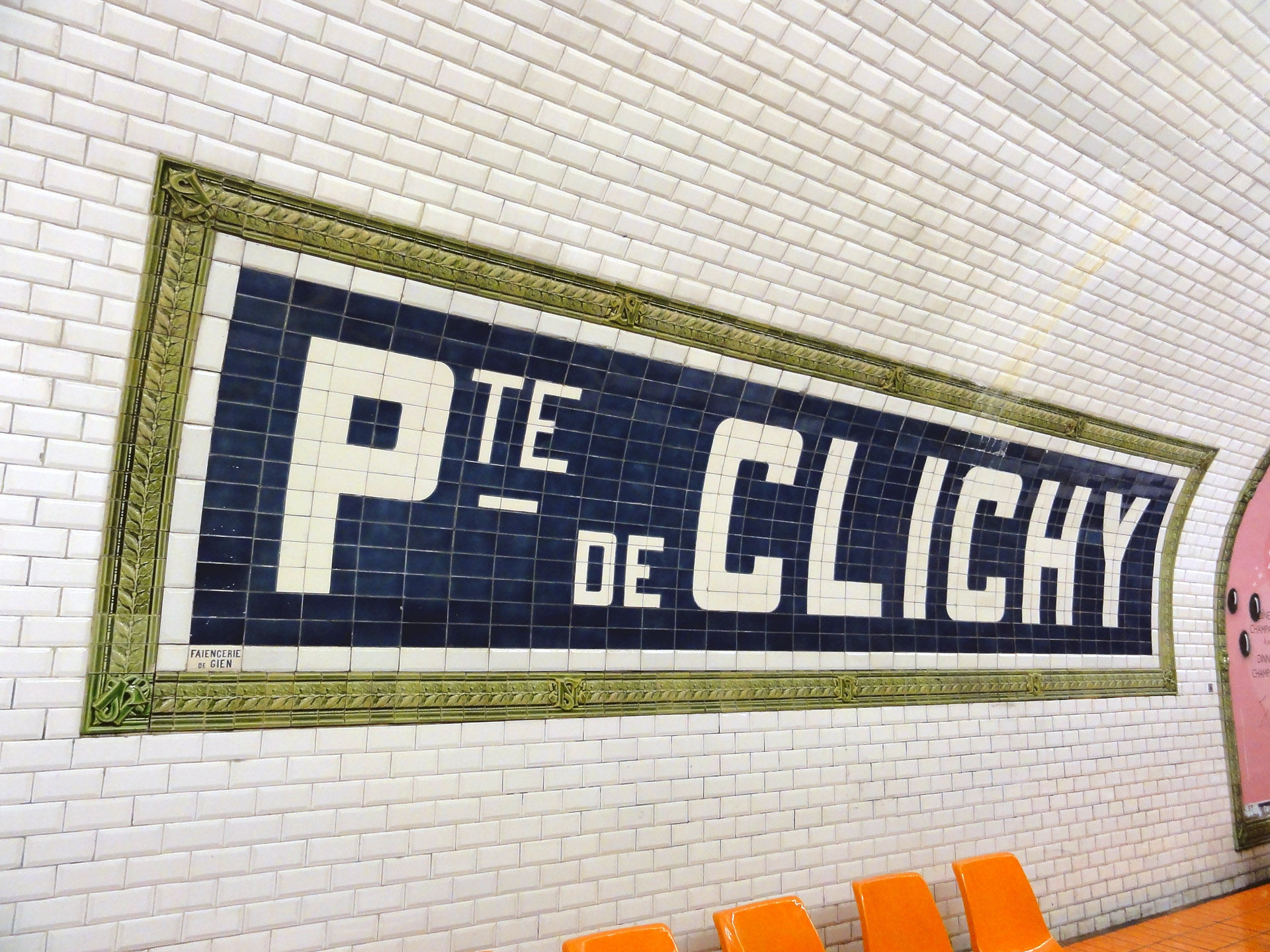
Affichage du nom en style « Nord-Sud » (ligne 13).
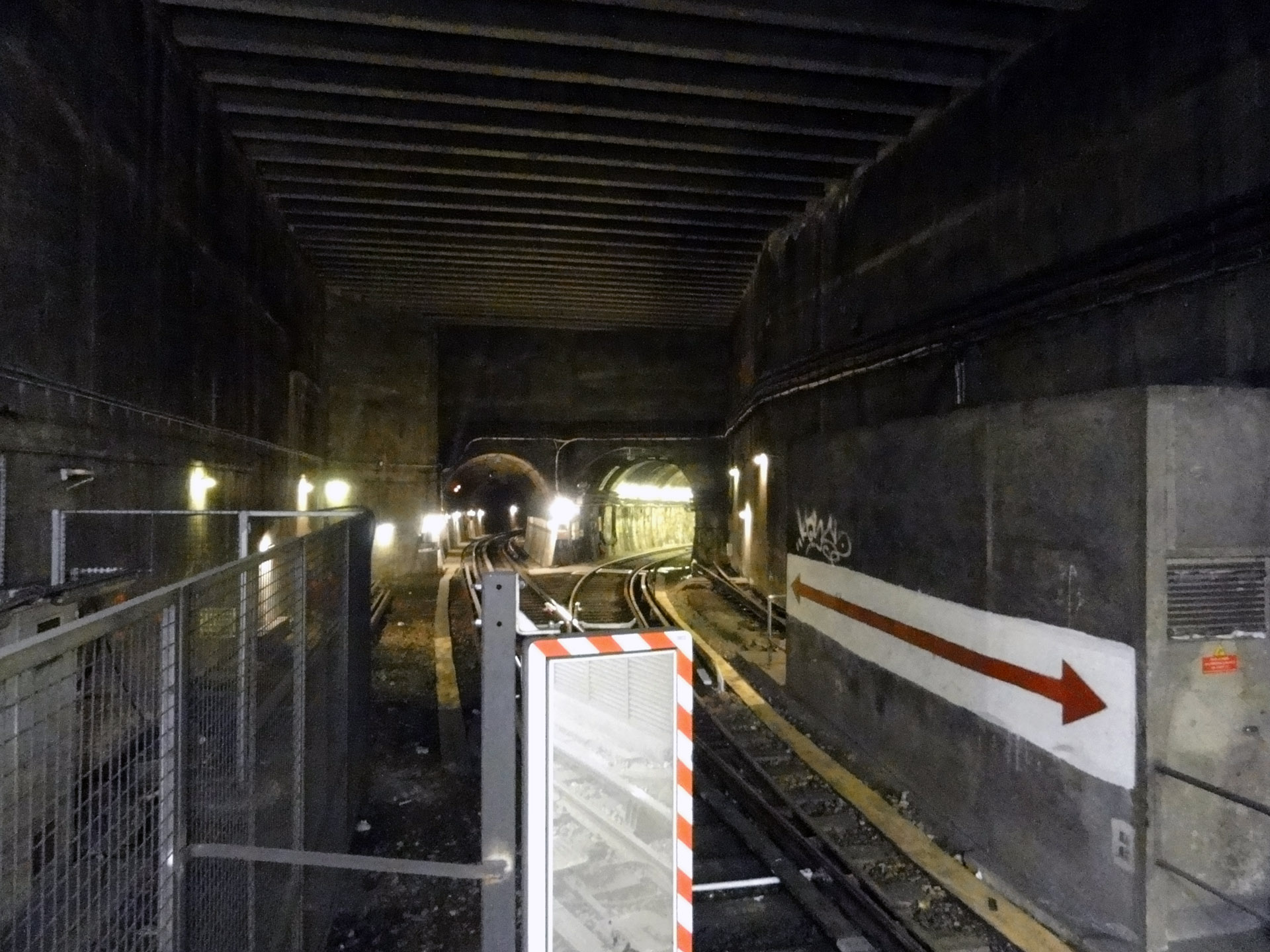
Voie provenant d'Asnières (à gauche), et boucle de retournement de l'ancien terminus (à droite) (ligne 13).
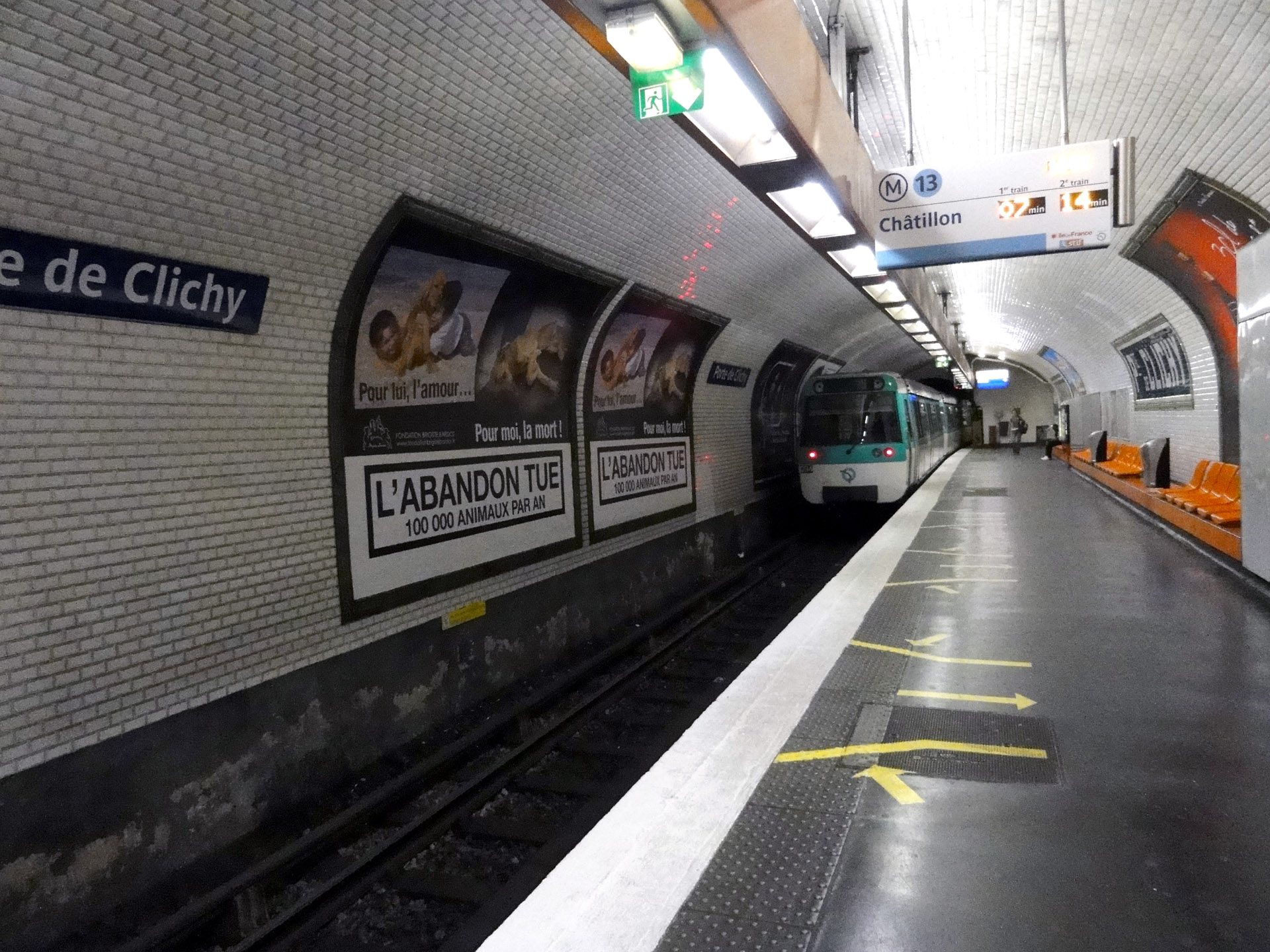
Quai de la ligne 13 en direction de Châtillon - Montrouge.
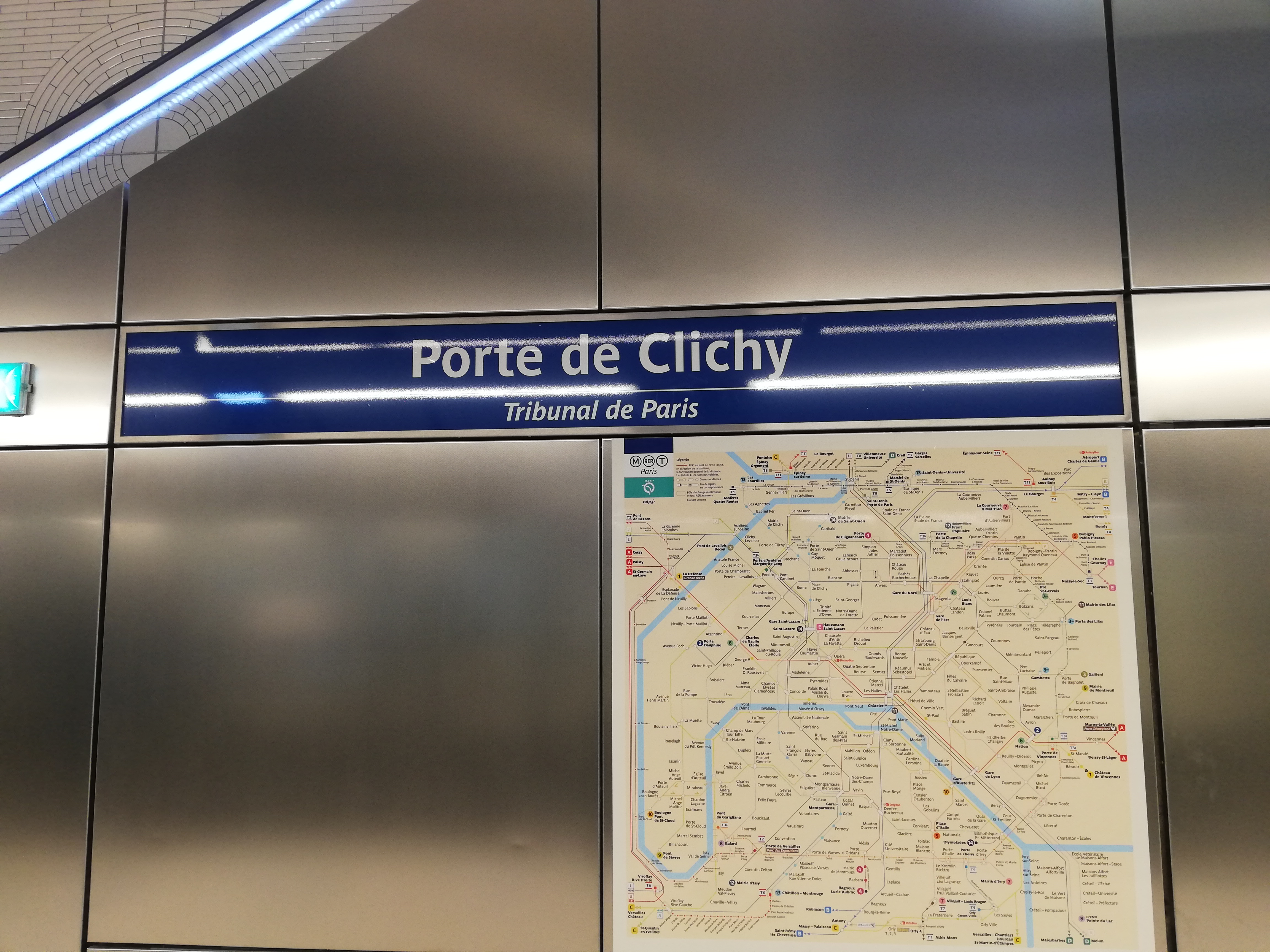
Plaque signalétique indiquant le nom de la station (ligne 14).
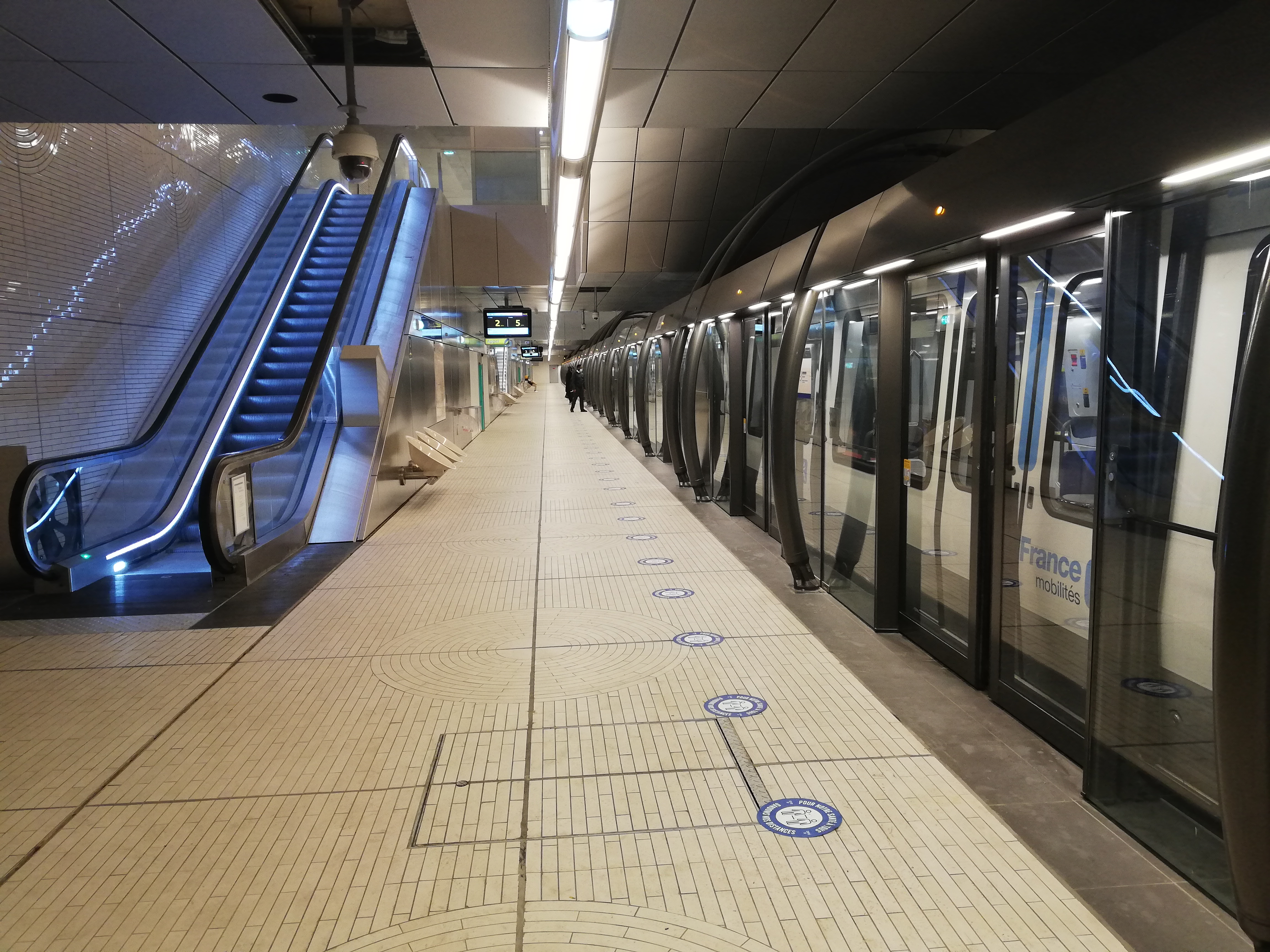
Quai de la ligne 14 en direction de Saint-Denis Pleyel.

## Sites desservis
- Cité judiciaire de Paris
- Ateliers Berthier
- Parc Martin-Luther-King
- Cimetière des Batignolles
- Lycée Honoré-de-Balzac
- Gymnase Léon-Biancotto
- École 42